# Sanglas
Sanglas fou una empresa catalana fabricant de motocicletes, fundada el 1942 i absorbida per la firma japonesa Yamaha a mitjan anys 80. La seva raó social era Talleres Sanglas, S.A. i tenia la fàbrica al Poblenou de Barcelona fins al 1959 i a L'Hospitalet de Llobregat des d'aleshores fins a la dissolució el 1989.
Les Sanglas, amb motor de quatre temps monocilíndric de gran cilindrada, eren les motocicletes més grosses i potents que circulaven per les carreteres de l'estat espanyol a l'època de la dictadura franquista (etapa en què la importació de marques estrangeres era vetada pel règim). Aquelles motos han quedat en el record per haver estat, durant dècades, les que feien servir els agents de la Policia local i els de la guàrdia civil espanyola de trànsit.

## Història

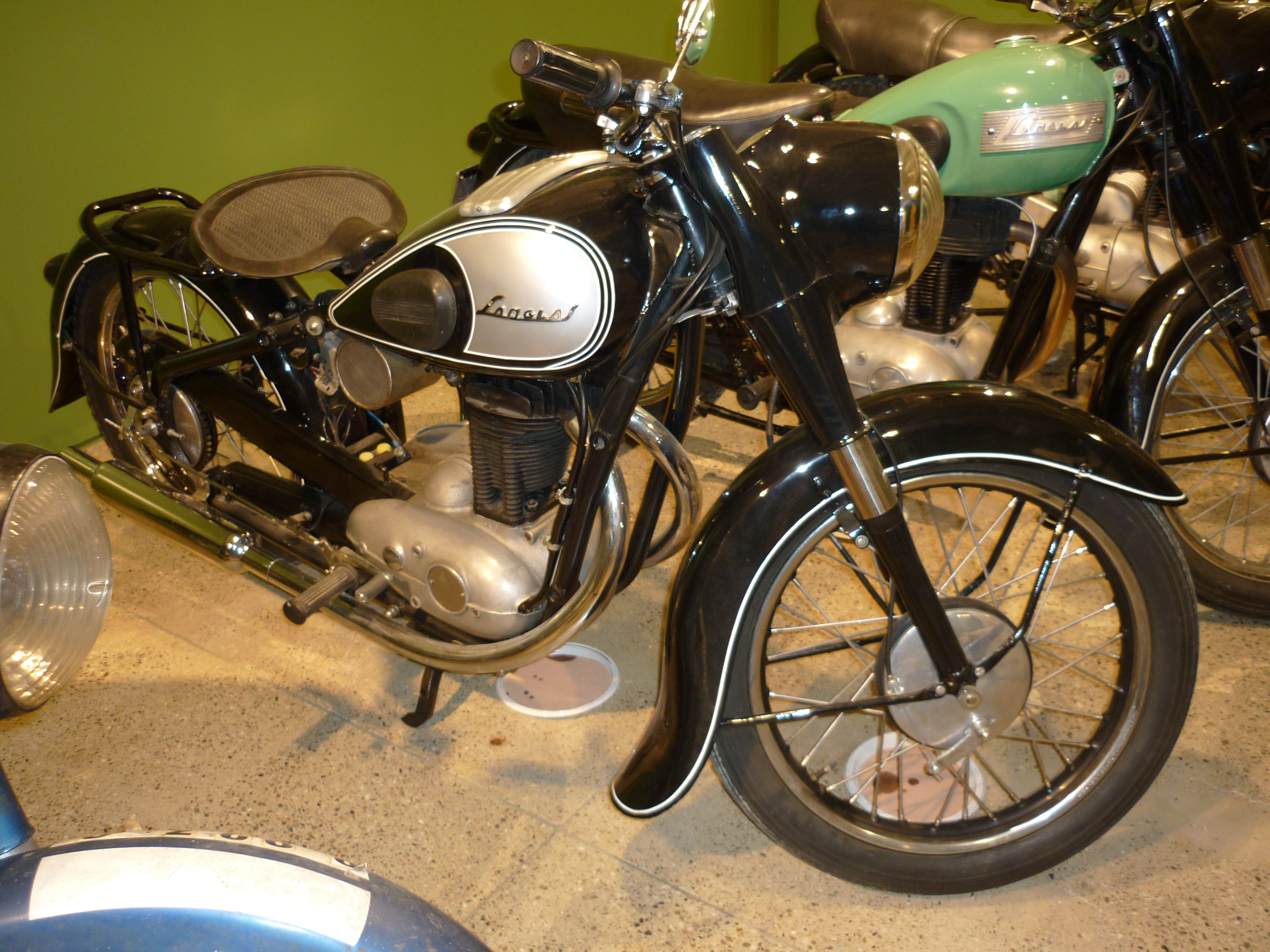
Sanglas 350 de 1945, el primer model

L'empresa fou fundada a Barcelona el 1942 per dos germans estudiants d'enginyeria, Xavier i Martí Sanglas, membres d'una nissaga manlleuenca d'empresaris del tèxtil: els Sanglas, que havien iniciat la seva trajectòria amb una filatura a Manlleu l'any 1841 (can Sanglas, actual Museu Industrial del Ter).

### Els inicis (1942-50)
Fou el pare dels germans Sanglas qui tingué la idea d'invertir en el sector del transport, en una època en què el mercat demanava vehicles fiables i a l'abast de tothom. Així doncs, Xavier i Martí decidiren preparar-se a fons abans de fer el pas, dedicant-se primer a fabricar motors agrícoles sota llicència de la marca Vellino a Manlleu. La idea dels dos germans era, però, la construcció de motocicletes de gran cilindrada per a l'ús diari, inspirant-se en les marques aleshores conegudes a Europa -com ara BMW, Zündapp, DKW, AJS i BSA- que durant la Segona Guerra Mundial havien proveït de vehicles els exèrcits combatents.
Un cop rodats en el món de la fabricació de motors, els germans Sanglas establiren la seva petita empresa, Talleres Sanglas, S.A., al barri barceloní del Poblenou, al districte de Sant Martí, esforçant-se de bon començament per fabricar elements mecànics de grans prestacions, avançat disseny i funcionament durador, amb una perspectiva d'innovació i qualitat que caracteritzà sempre els productes Sanglas. Durant aquesta època, els dos germans acabaren els seus estudis d'enginyeria: Martí s'hi graduà el 1943 i Xavier el 1947.
El 1944 sortí a la llum el primer prototipus: la Sanglas 350 cc bitubo, que es presentà un any més tard a la Fira Oficial de Mostres de Barcelona, iniciant-se'n la fabricació en sèrie. Els primers documents sobre la venda formal de motocicletes per part de l'empresa daten de 1947. A partir d'aleshores l'empresa anà creixent de forma continuada: el 1949, els tallers Sanglas produïen 80 unitats anuals i donaven feina a 100 operaris.

### Expansió als anys 50

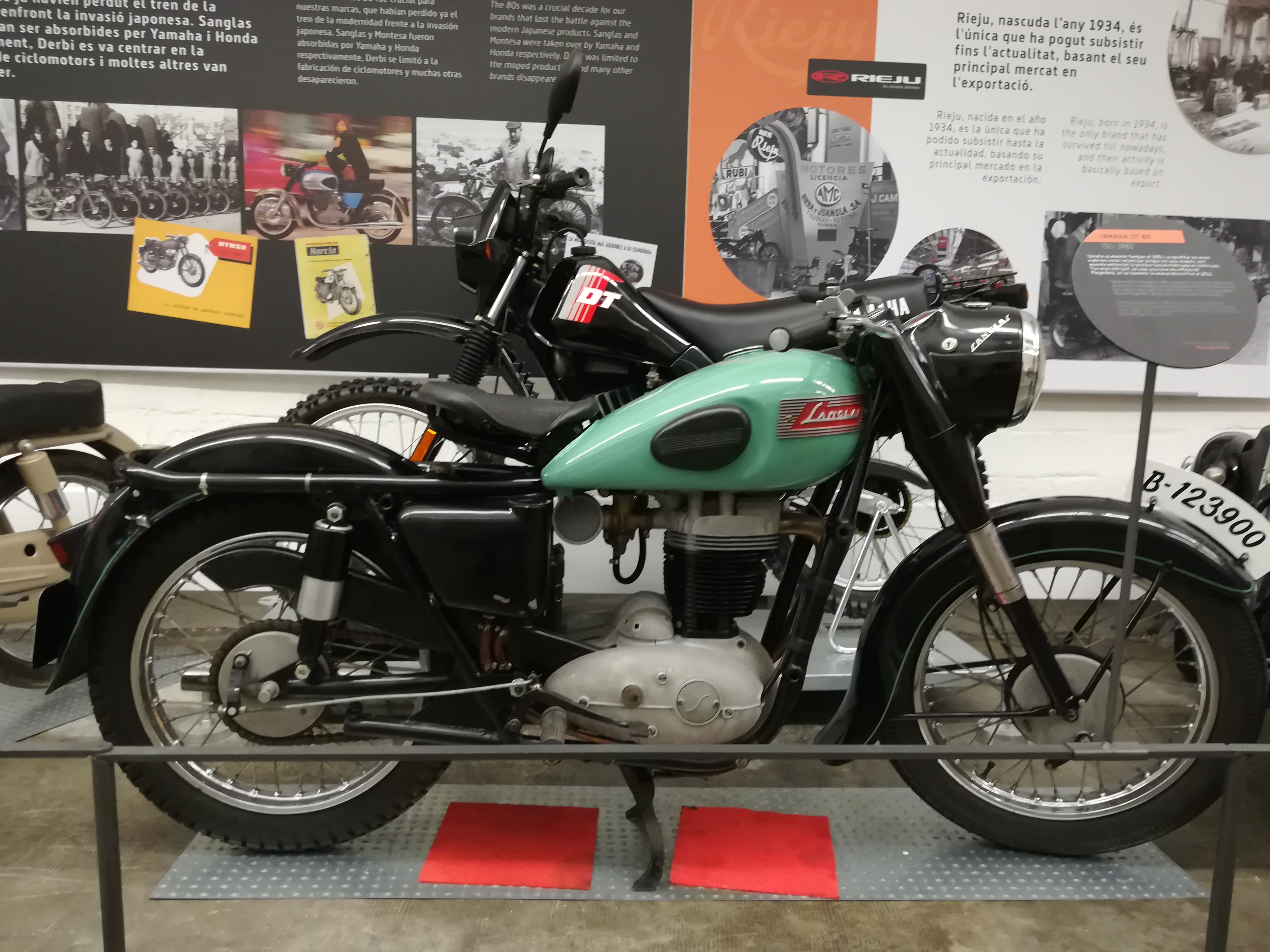
Sanglas 500/2 de 1953

A mitjan anys 50 l'empresa inicià un canvi de rumb, fabricant motocicletes de més cilindrada i potència i augmentant exponencialment la seva producció: el 1956 s'arribaren a fabricar 500 motocicletes a l'any. Per tal d'encarar la necessitat de creixement tot mantenint els nivells de qualitat, l'empresa promogué la creació d'una indústria auxiliar especialitzada, reconvertint alguns dels seus treballadors en productors autònoms de confiança. Així, la plantilla de Sanglas passà de 200 operaris a 50.
El 1955 es creà el Club Sanglas a Barcelona i l'equip oficial de la marca obtingué els primers triomfs esportius en curses diverses. Fou en aquella època que Sanglas, en un intent de fidelitzar el mercat i ampliar-lo, cercà clientela entre els organismes oficials del règim, esdevenint proveïdora de la guàrdia civil i l'èxercit espanyols, la Guàrdia Urbana i la Creu Roja.

### Consolidació als anys 60
L'empresa encarà els anys 60 en un moment creatiu, i el seu afany de consolidació la dugué a traslladar la fàbrica a L'Hospitalet de Llobregat l'any 1959. Aquells anys es dissenyaren nous models i s'invertí en publicitat, alhora que se seguia participant en competicions esportives. A mitjan anys 60, l'empresa produïa unes 2.500 unitats anuals, amb 40 obrers a la línia de producció i una plantilla total amb menys de 100 persones.

### La crisi dels 70
Sanglas inicià la dècada dels 70 amb embranzida, tot presentant una nova gamma de motocicletes amb força innovacions tècniques. A mitjan anys 70, però, amb la mort del dictador Franco s'inicià una etapa convulsa que afectà negativament la situació econòmica, encetant una època de crisi que a la llarga significà la desaparició de bona part de la indústria de la motocicleta catalana: en qüestió de pocs anys, Bultaco, OSSA i Mototrans acabaren tancant i Montesa fou absorbida per Honda.

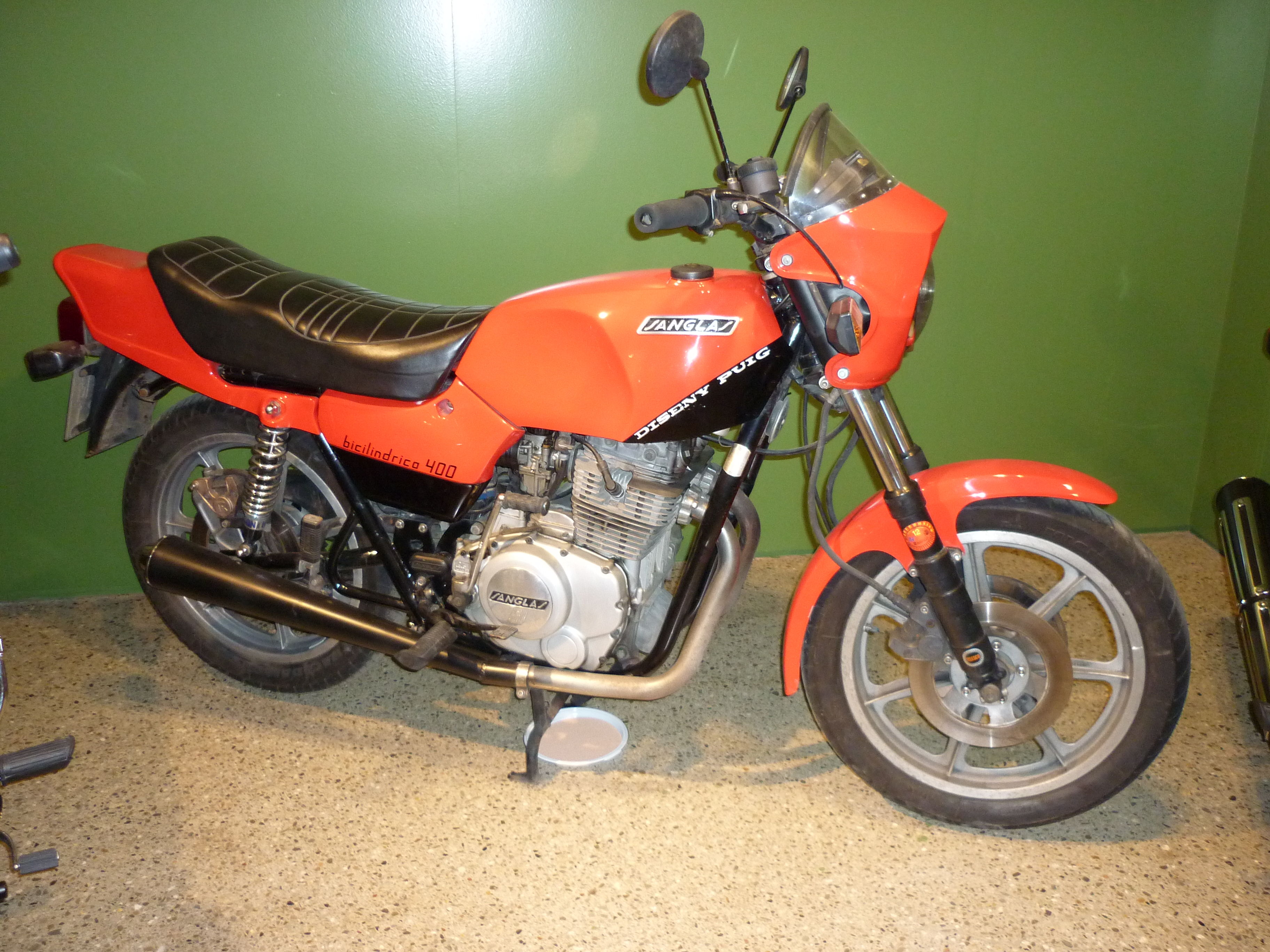
La Sanglas 400 Y bicilíndrica de 1979

Per tal de mirar d'esquivar la crisi, Xavier Sanglas es desplaçà al Japó el 1977 i hi arribà a un acord amb Yamaha per a muntar motors de la marca japonesa en un dels seus models (la Sanglas 500 S2), model que es comercialitzà d'ençà de 1978 com a Sanglas 400 Y bicilíndrica i que muntava un motor Yamaha XS 400. Aquest model estigué uns anys en producció i experimentà diverses millores, essent conegut també com a Sanglas S-400-Y. Tot i així, aquestes mesures no aconseguiren evitar que Sanglas entrés també en crisi, amb la qual cosa per tal de remuntar-la s'endegaren maniobres de fusió empresarial i l'empresa s'endeutà amb Prodinsa (Promociones y Desarrollos Industriales S. A., grup d'empreses participat per Banco de Madrid i Cadesbank a parts iguals) per tal d'obtenir injeccions de capital externs. Prodinsa tenia interessos en la filial catalana de Ducati, Mototrans, la qual cosa es va aprofitar per mirar de fusionar ambdues empreses, i feu que el 1978 Sanglas incorporés en plantilla cent operaris provinents d'aquella empresa.

### Constitució de SEMSA (1981)
Cap a 1980, la situació financera de Sanglas tocà fons i, en no aconseguir donar rendibilitat a la inversió rebuda de Prodinsa es decidí de vendre l'empresa a Banesto per mitjà de la Banca Garriga Nogués (presidida per Javier de la Rosa). L'estratègia era arribar a importants plusvàlues tot pensant en la desitjada venda als japonesos. Se sabia que Yamaha tenia la intenció de prendre posicions dins l'estat espanyol amb vistes al previst ingrés d'Espanya a la Comunitat Econòmica Europea, alhora que cercava d'entrar en el mercat espanyol sense les restriccions que establien els acords comercials internacionals de l'època (tot establint-se a la península Ibèrica, Yamaha esperava arrasar aquest mercat, i de retruc l'europeu, amb productes d'origen oriental fabricats a costos molt inferiors als que hi havia a l'Europa del moment). Banesto presentà, doncs, successius plans de viabilitat del seu projecte d'instauració d'una indústria de la motocicleta protegida per Yamaha, fins que el 4 de novembre de 1981 l'administració hi donà el vistiplau. Es constitueix aleshores SEMSA (Sociedad Española de Motocicletas, SA) amb la participació de Yamaha (qui hi aporta el 50% del capital), Banesto, Banco de Madrid, Banca Garriga Nogués i Cadesbank. L'operació, facilitada per la Generalitat de Catalunya amb el vistiplau del govern espanyol, va generar fortes plusvàlues a la Banca Garriga Nogués i a Banesto (s'ha dit que Yamaha va comprar Sanglas a preu de saldo).

### Dissolució als anys 80

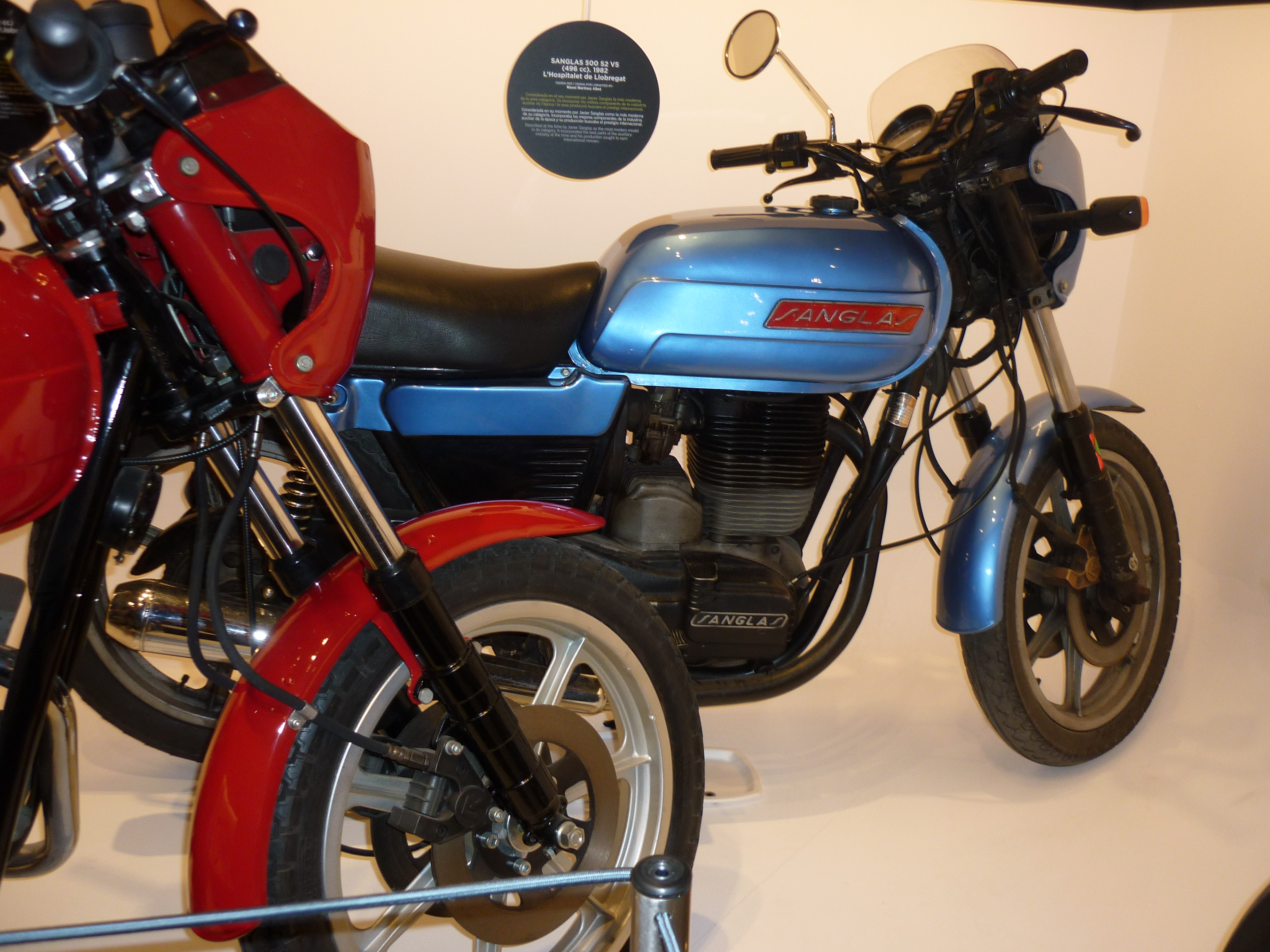
Una Sanglas 500 S2 V5 de 1982

SEMSA inicià les activitats el 1982, tot produint el primer model Yamaha a les antigues instal·lacions de Sanglas a L'Hospitalet de Llobregat, la Sanglas-Yamaha S-400-Y bicilíndrica (un híbrid de Sanglas amb motor Yamaha i disseny "japonès"). Fou el darrer model que va lluir la marca catalana -de fet, Sanglas passà de ser productor de motocicletes a esdevenir assessor dels japonesos, que a partir d'aquell moment es feren amb les regnes de la societat. El darrer model produït per Sanglas fou la 500 S2-V5 de 1979, el més alt de la gamma, amb les característiques típiques de la marca: robustesa, disseny, fiabilitat i qualitat. A partir d'aleshores, la fàbrica passà a produir únicament models Yamaha.
Finalment, els japonesos compraren les accions de SEMSA propietat de Banesto i passaren a ser els únics amos de la societat, que acabaren dissolent l'any 1989 per tal de donar pas a Yamaha Motor España, SA. Es posava així punt final a una empresa amb gairebé 50 anys d'història.

## Producció

### Anys 40-50
Els primers models de Sanglas eren un híbrid de models alemanys i anglesos. El bastidor es basava en el concepte de BMW i el motor a partir de la casa DKW. A partir del model bàsic de la gamma -el 350, fabricat entre 1945 i 1947- n'aparegueren diverses realitzacions: 350/A, 350/B, 350/2, 350/3 i 350/4. La primera Sanglas que es posà en circulació fou una d'aquestes 350 cc, matriculada a Barcelona amb el número de placa B-75205 (encara es pot admirar actualment a la Fundació Can Costa, on és exposada). La 350 estava equipada amb un motor de 347.75 cc (diàmetre x carrera: 69 x 93 mm) i lliurava una potència de 14.4 CV a 4.800 rpm. Aquesta base s'aprofità fins al 1952, adaptant-la a xassís diferents en funció del model.
El 1956, Josep Raja participà en les 24 hores de Montjuïc amb un prototipus equipat amb amortidors hidràulics i forquilla telescòpica. Sobre aquesta base es va desenvolupar el model de les gammes 350/4 i 500/3. El 1957 es presentà a Barcelona un model de motocicleta lleugera, amb motor de 25 CV i un sidecar de fibra de vidre reforçada.
Cap a final de la dècada, a causa de l'auge dels vehicles de quatre rodes, molts fabricants de motocicletes es veieren obligats a reduir la cilindrada dels seus models. Sanglas ho feu, traient el model conegut com a Cromática, amb un motor de 295 cc, 13 CV de potència i 6.000 rpm. El 1959 se'n vengueren 480 unitats, 250 a organismes i 230 a particulars. L'àlies "cromática" es devia als quatre colors amb què se subministrava (blau, salmó, verd i negre).

### Rovena (1962-1970)
A començament dels anys 60 i fins al 1970 es varen començar fabricar motocicletes Sanglas sota una segona marca comercial: Rovena (marca ideada per Xavier Sanglas a partir del nom de la ciutat italiana de Verona, que admirava). Aquesta nova marca fou l'intent de Sanglas de combatre la crisi que afectà al sector de la motocicleta de gran cilindrada arran de l'aparició del SEAT 600, però la idea no acabà de quallar i les Rovena es deixaren de fabricar cap al 1966 (tot i seguir-se venent fins al 1970).
De la marca Rovena se'n produïren dos models de 250 cc, la Rovena 250 cc i la Rovena 250 cc Sport, tots dos equipats amb motors Hispano Villiers de dos temps de 249,4 cc, amb una potència de 20 CV a 6.500 rpm, i llandes d'alumini de 17". La velocitat màxima era de 135 km/h. També hi hagué una Rovena de 325 cc.

### Anys 60

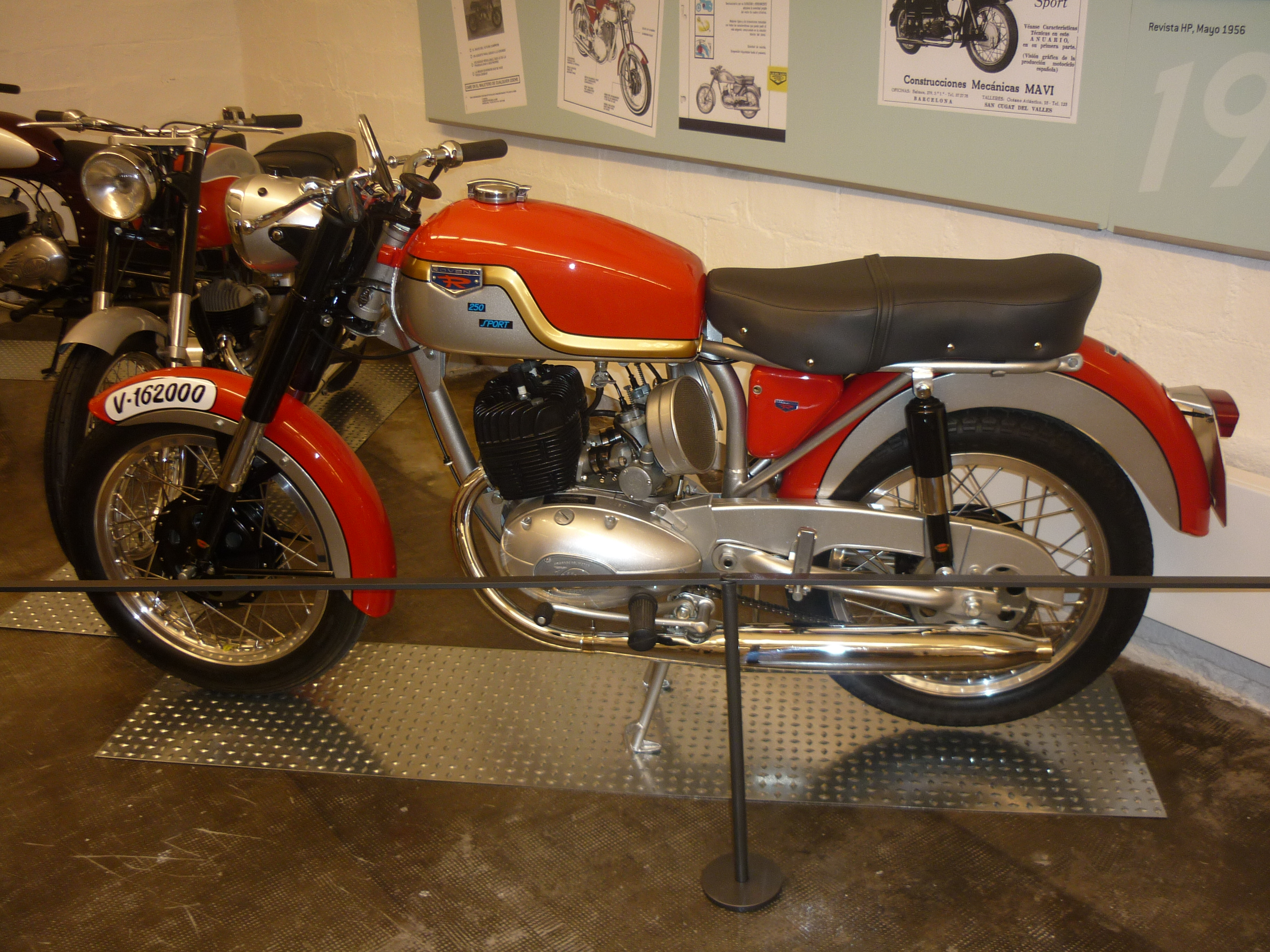
Rovena "Sport" de 1963

El 1960 es llançà al mercat la gamma de 100 cc, presentada a Barcelona en quatre variants. Duien motor de dos temps Zündapp de 98 cc i 8,5 CV. Com a novetat, aquesta gamma muntava frens hidràulics de 14 polzades davant i de tambor darrere, amb un diàmetre de 18 cm; les rodes duien radis d'aliatge i la velocitat màxima era de 115 km/h. En aquell moment, els preus de la gamma 350/4, 400 i 500/3 estaven entre 37.000 i 56.500 pessetes.
El 1964 va aparèixer la Sanglas 400 cc, una motocicleta una mica més petita i lleugera que el model base de la gamma 350, amb un pes total de 160 kg. El seu motor era un monocilíndric de 423 cc millorat, amb un innovador carburador Amal de 30 mm, oferint 30 CV a 6.500 rpm i una velocitat màxima de 160 km/h, amb un consum de 3,5 litres als 100 km (a una velocitat constant de 100 km/h). Les rodes duien llandes de 18" (3.25x18 davant i 3.50x18 darrere) i la transmissió, nova, era de quatre velocitats amb selector al peu. Per primera vegada es va instal·lar un generador de 12 volts, subministrat per una bateria de 12 amperes. El dipòsit s'oferia en quatre colors diferents: salmó, negre, verd i blau. Aquest model, destinat als serveis públics i a consumidors privats, es va produir fins a final de 1973.
El 1965 s'endegà la producció de ciclomotors barats, de 49 cc i gran lleugeresa per a l'època, amb un pes total de 68 kg. Aquesta manca de pes no fou ben rebuda pel mercat, i calgué esperar uns anys perquè aquestes innovacions fossin apreciades. Aquestes Sanglas duien un motor Zündapp de dos temps i 49 cc, oferint 5.1 CV a 7.700 rpm, amb un canvi de quatre velocitats i una velocitat màxima de 90 km/h. El generador era de 18 watts. Al Saló de l'Automòbil de Barcelona de 1970 causaren sensació per la seva relació preu-rendiment.
El gener de 1967 es va presentar una motocicleta de 500 cc, destinada a les autoritats i els militars.

### Anys 70

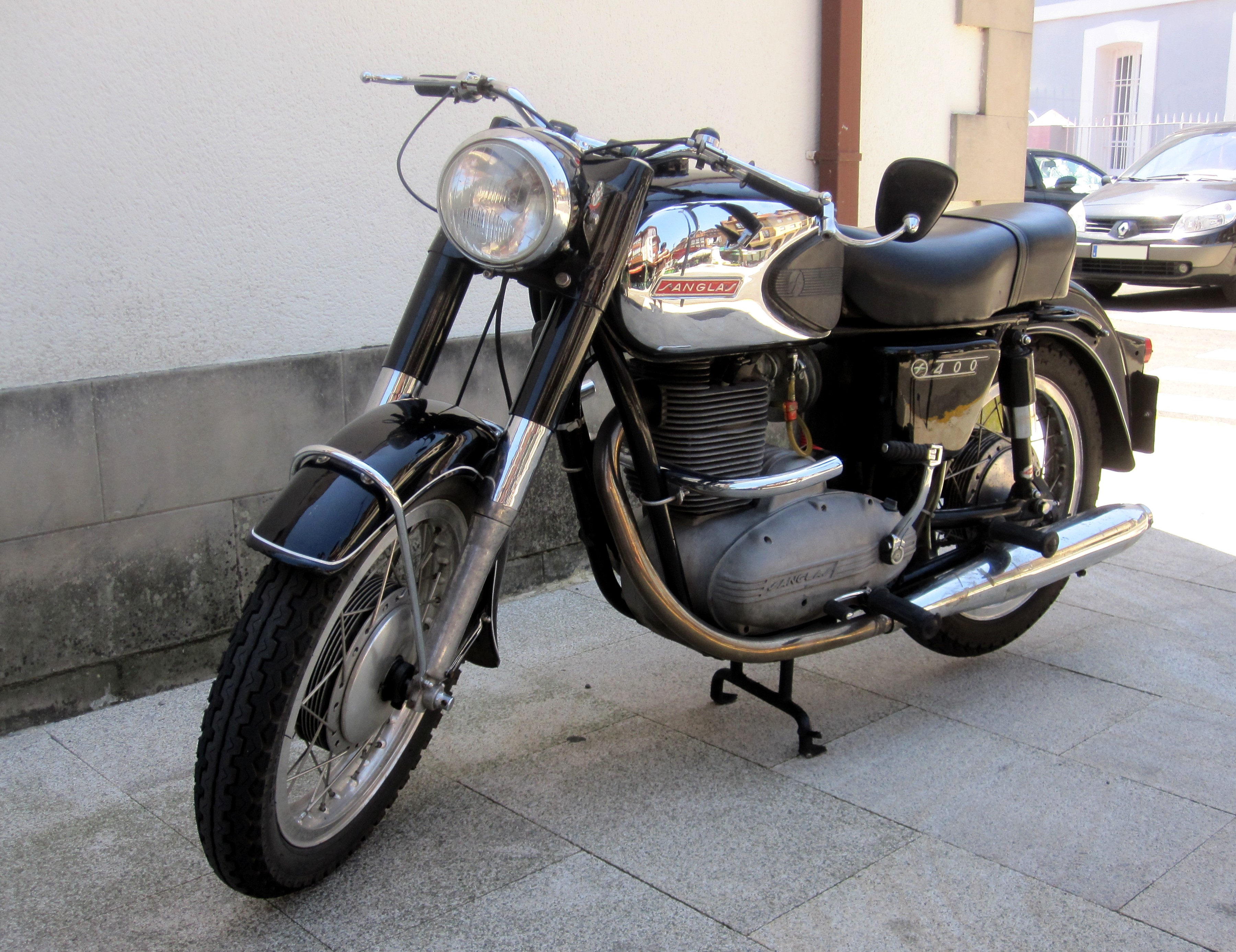
Sanglas 400 T de 1972

El 1970 es projectà un model multiús plegable de 49 cc i transmissió secundària per cardan de baix manteniment, de tan sols 28 kg de pes, però en no trobar finançament per al projecte, s'acabà desestimant.
El 1971 aparegué la 400 T, mantinguda en producció fins a 1973. La T volia dir Turisme, per la qual cosa l'ajustament de la suspensió era el més adient per a aquesta finalitat. La cadena anava completament coberta, els parafangs eren cromats i les rodes eren de 18" amb radis d'alumini i superfície extra de frenada, assegurant-ne una ràpida resposta. El motor era un monocilíndric de 423 cc i 30 CV de potència.
El 1973 es desenvolupà la 400 E damunt una base la 400 T. Va ser el primer model proveït d'engegada elèctrica (de marca Bendix) i una doble bomba d'oli, que subministrava prou lubricació i refrigeració al motor. Aquell any el mercat de la motocicleta entrà en expansió, però Sanglas només reeixí vendre 474 d'exemplars a causa de la manca de prestacions en comparació amb altres marques italianes i, sobretot, japoneses.
El 1976 es presentà el model 500 S, amb frens de disc In Board (concepte inventat per Sanglas) i una potència 32 CV a 6.700 rpm. Alhora, es va modificar la 400 E per tal de deixar pas a la 400 F.
El 1977 es va llançar la 500 S2, de la qual dos anys més tard n'aparegué una versió amb cinc velocitats, la 500 S2-V5, el darrer model fabricat amb la marca Sanglas.

### Llista de models fabricats
| Model            | Període en producció | Període en producció |
| Model            | De                   | A                    |
| ---------------- | -------------------- | -------------------- |
| 350              | 1945                 | 1947                 |
| 350/A            | 1948                 | 1949                 |
| 350/1            | 1949                 | 1951                 |
| 500/1            | 1952                 | 1953                 |
| 350/2            | 1952                 | 1953                 |
| 350/3 i 500/2    | 1953                 | 1956                 |
| 350/4 i 500/3    | 1956                 | 1962                 |
| 350/4/2          | 1962                 | 1964                 |
| 295 (Cromática)  | 1959                 | 1961                 |
| 295/1            | 1961                 | 1969                 |
| 400              | 1964                 | 1973                 |
| Rovena 250 i 325 | 1962                 | 1970                 |
| 400 T            | 1971                 | 1973                 |
| 400              | 1964                 | 1968                 |
| 100 Sport        | 1964                 | 1968                 |
| 50 Ciclomotor    | 1964                 | 1968                 |
| 400 E            | 1973                 | 1976                 |
| 400 F            | 1976                 | 1980                 |
| 500 S            | 1976                 | 1978                 |
| 500 S2           | 1978                 | 1979                 |
| 500 S2 V5        | 1979                 | 1981                 |
| 400 Y            | 1978                 | 1982                 |

### Llista de prototipus
Nota.- Aquests models no varen entrar en producció:
| Prototipus            | Any         |
| --------------------- | ----------- |
| 500 cc BS             | 1949 - 1952 |
| 650 cc bicilíndrica   | 1954        |
| 50 "Plegable"         | 1970        |
| 500 cc TT enduro      | 1979        |
| 750 cc monocilíndrica | 1976        |
| Sanglas "Militar" 2T  | 1961        |

### Galeria fotogràfica de models

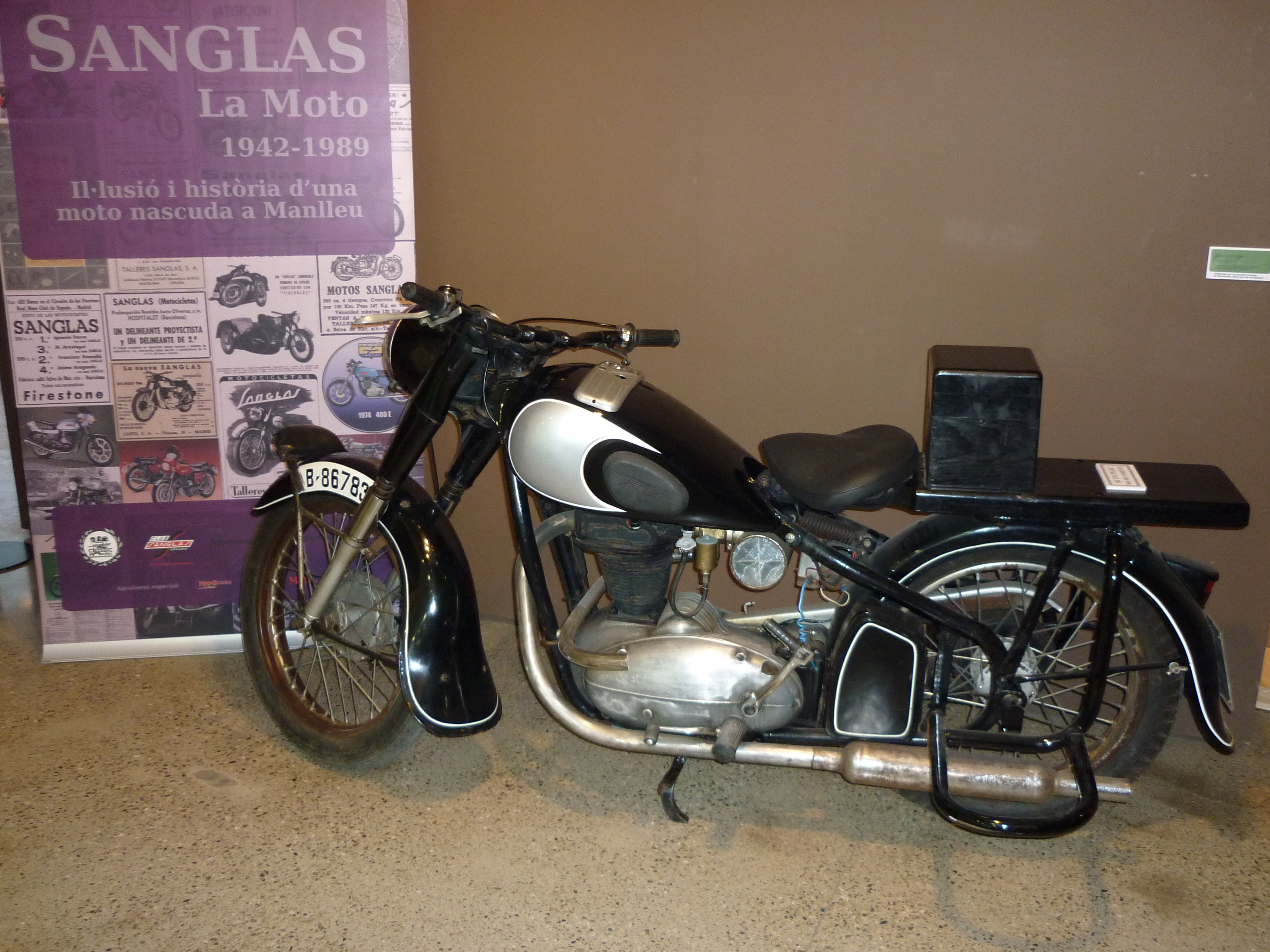
Model de la guàrdia urbana (1953)
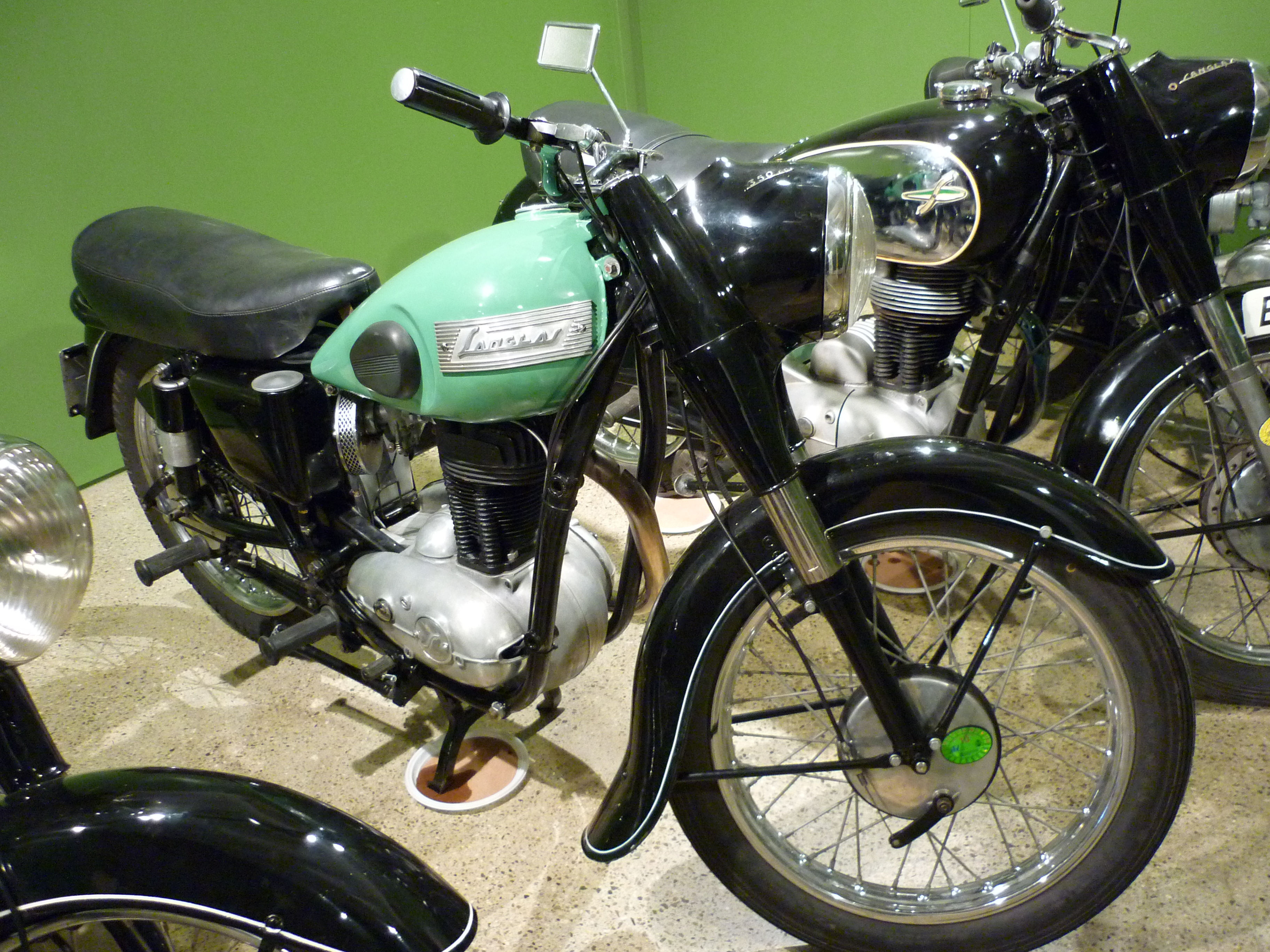
350/3 (1954)
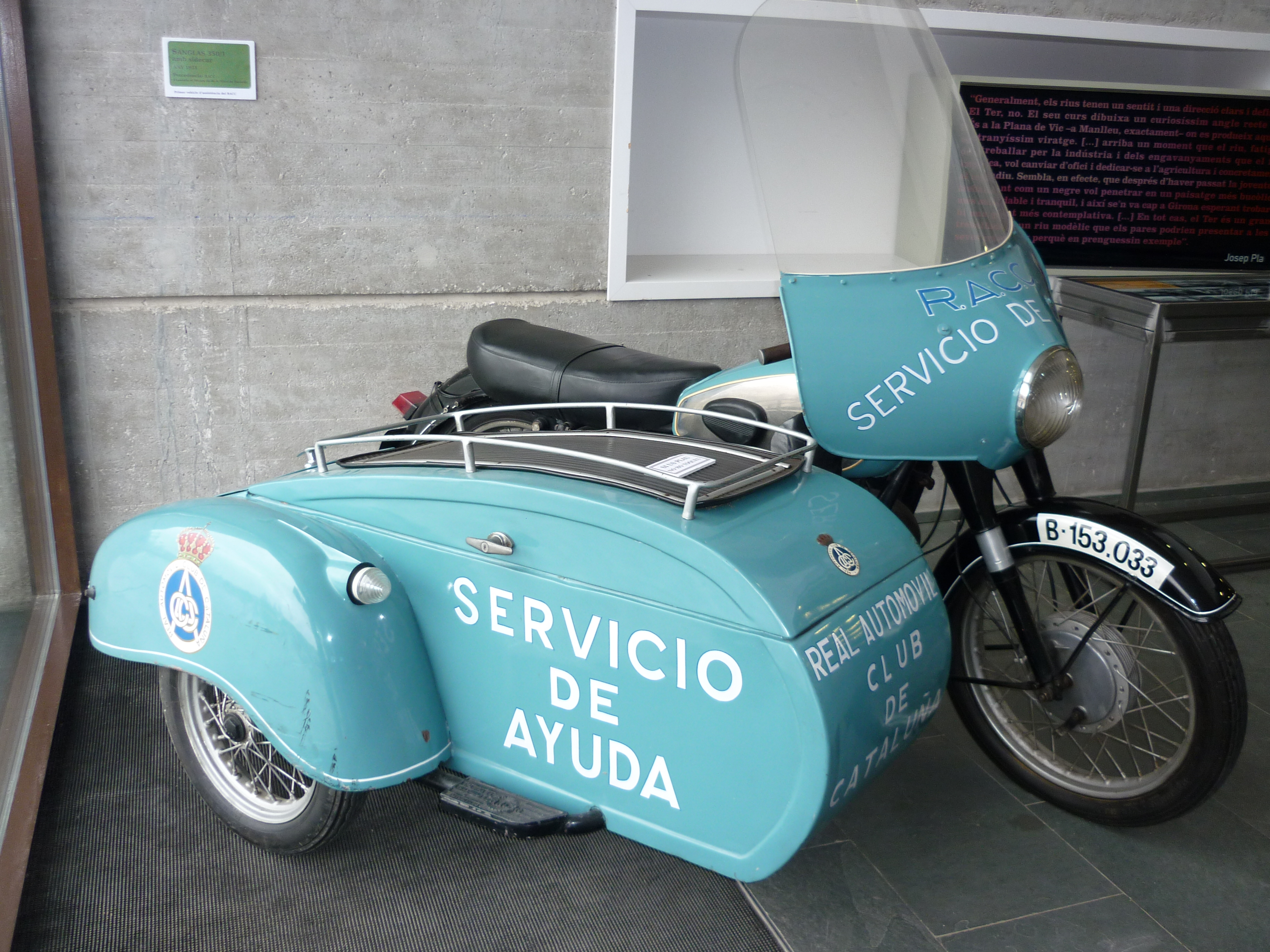
350/4 amb sidecar del RACC (1957)
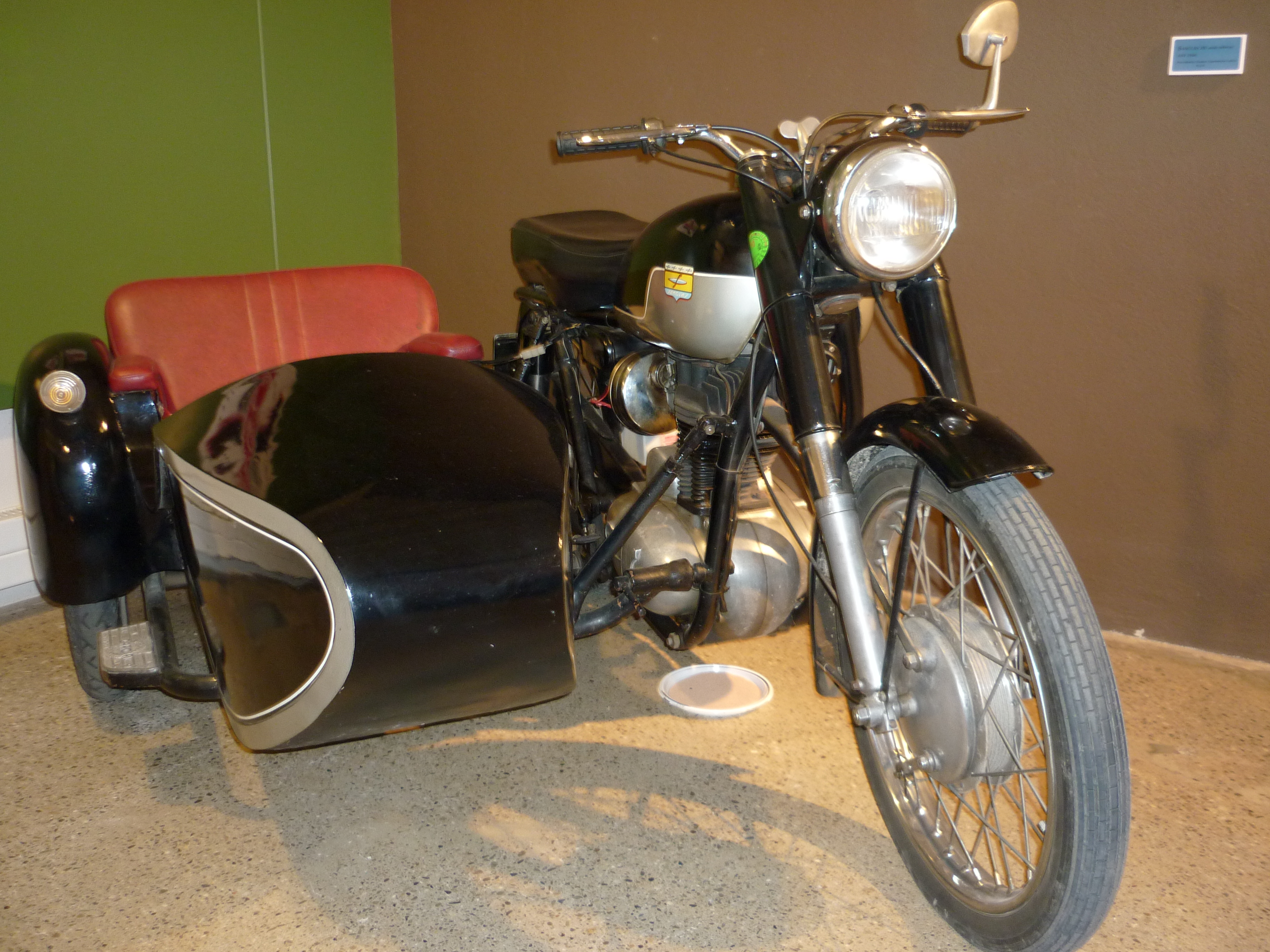
295 amb sidecar (1966)

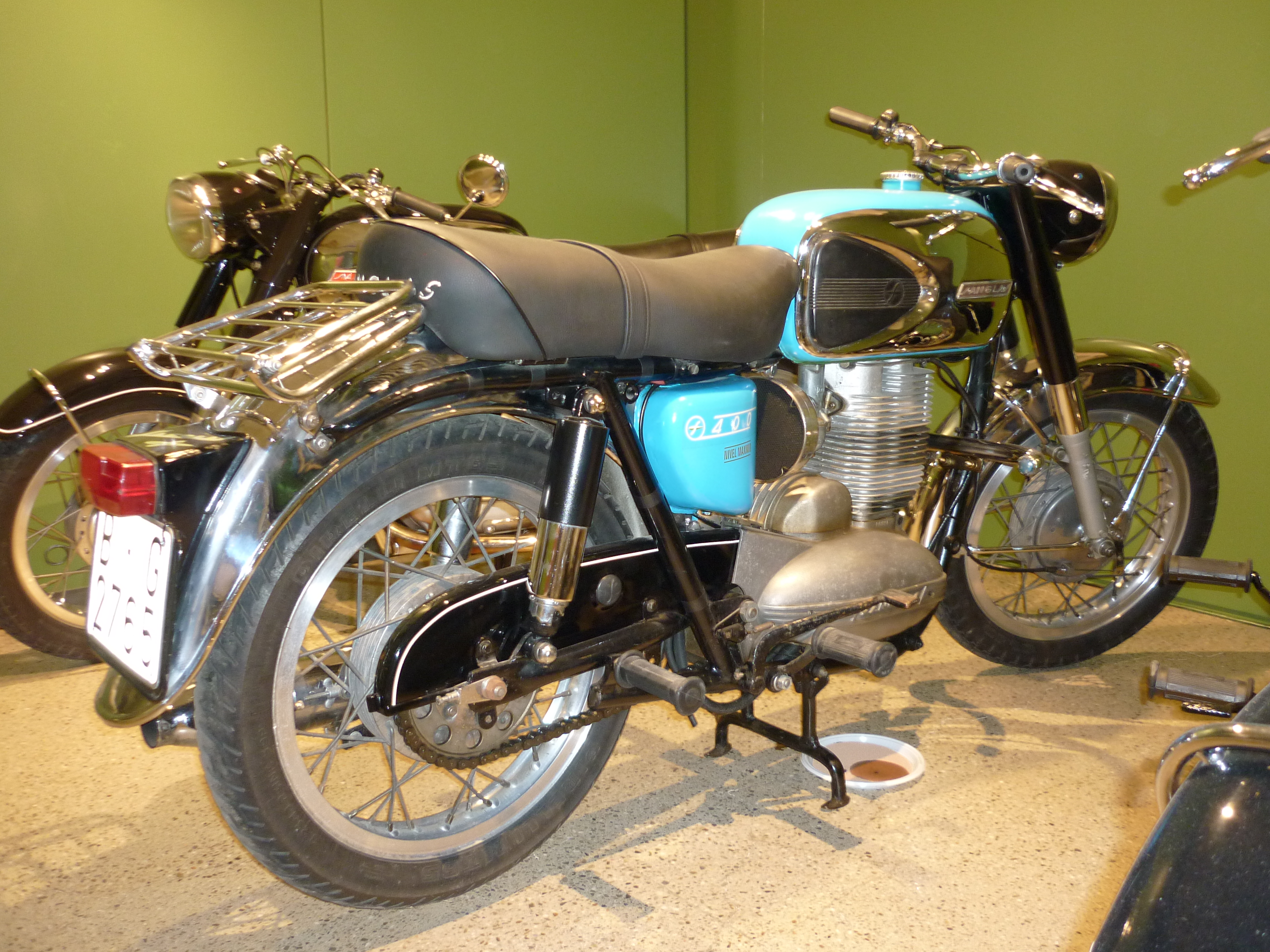
400 T "Lujo" (1972)
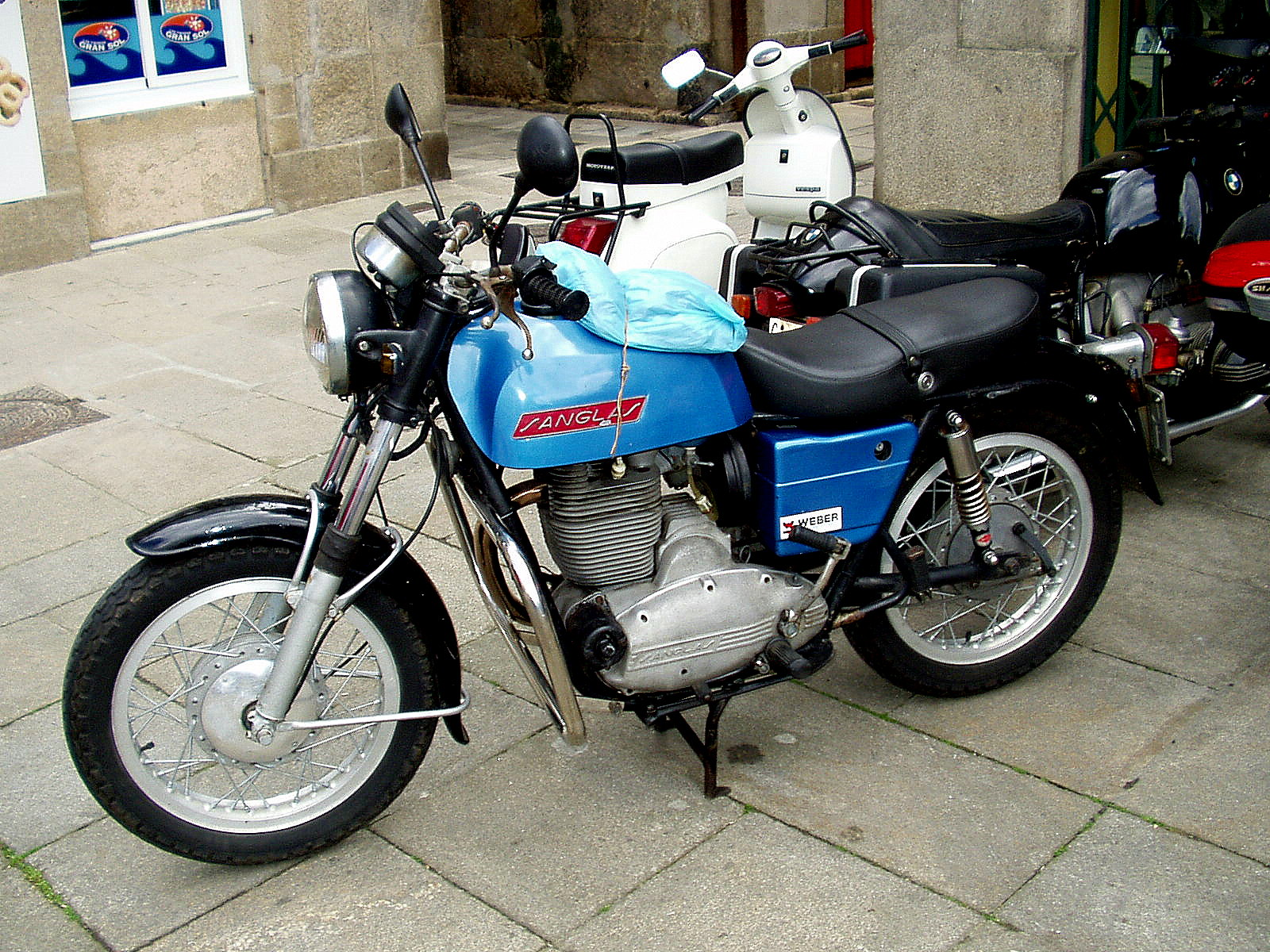
400 (1974)
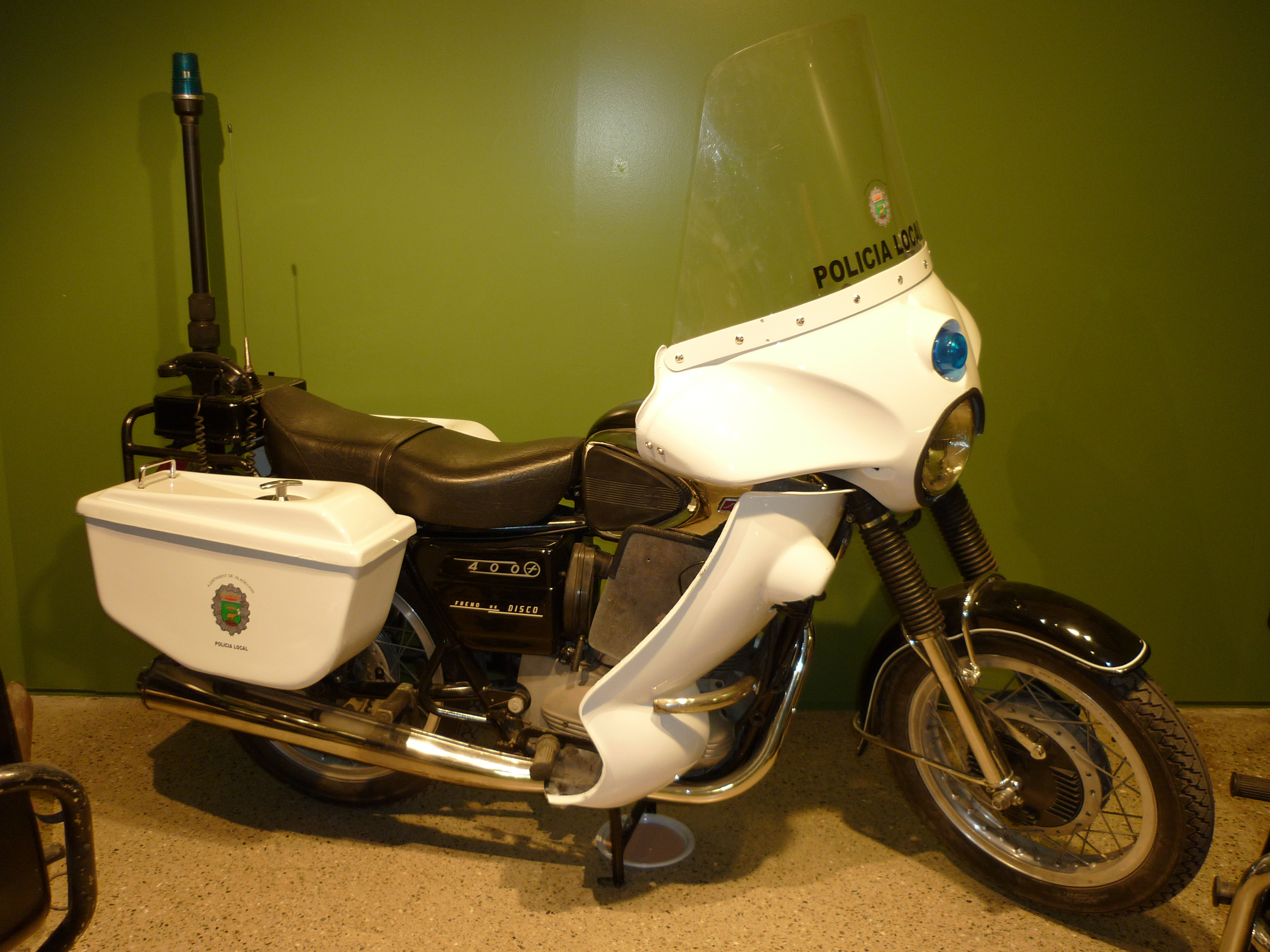
400 F de la policia local (1976)
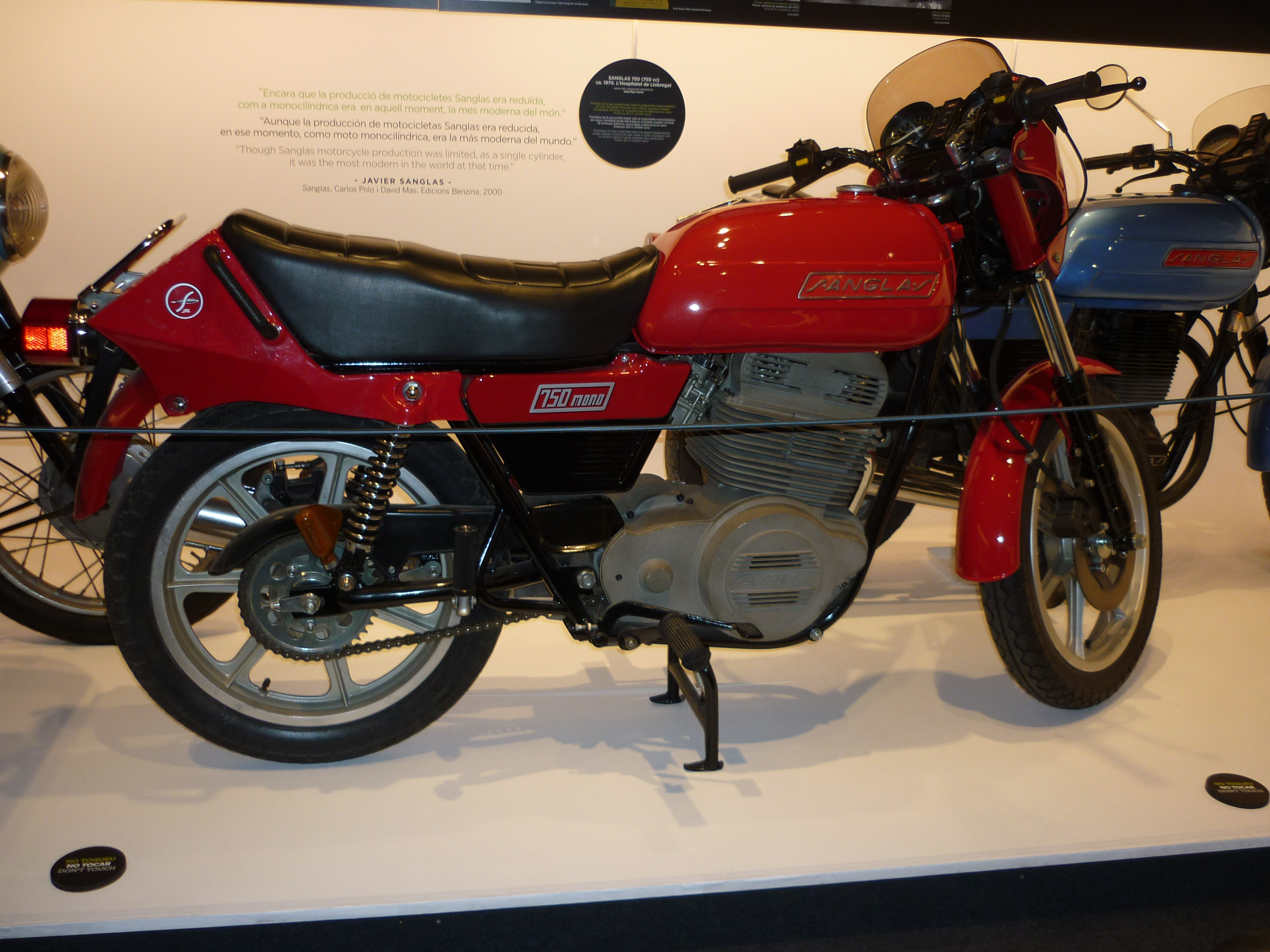
Prototipus de Sanglas 750, mai fabricada (final dels anys 1970)